# Станиславка (Рыбницкий район)
Станисла́вка — село в Рыбницком районе непризнанной Приднестровской Молдавской Республики. Вместе с сёлами Ленино, Первомайск и Победа входит в состав Ленинского сельсовета.